# A Milli
«A Milli» — второй официальный сингл с шестого студийного альбома,Tha Carter III, американского рэпера Лил Уэйна. Rolling Stone присвоил песне 63 место среди лучших песен 2000-х. Сингл выиграл премию «Грэмми» в номинации «Лучшее сольное рэп-исполнение».

## Видео
Видео на A Milli было снято 23 июля 2008 года в Калифорнии. В тот же день было снято видео на следующий сингл Got Money.Got Money также является, как бы, продолжением A Milli. Премьера видео состоялась 2 июля 2008 года на телешоу 106 & Park на телеканале BET.В видео, режиссёром которого стал Dayo Harewood, также засветились звезды из Cash Money и Young Money: Birdman, Brisco, Kidd Kidd, Gudda Gudda, Lil Twist, T-Streets.

## Критика
Песня получила положительные отзывы критиков. Weezy выиграл премию Грэмми за лучшее рэп исполнение, Blender и MTV присвоили синглу почетное первое место среди песен 2008 года, а критик журнала Time Josh Tyrangiel отдал 4 место.

## Ремиксы
Официальный ремикс, именованный как A milli Freemix, исполняет также Лил Уэйн. В этой песне он благодарит своих фанатов за празднование продажи альбома Tha Carter III в более чем миллион копий за первую неделю и сообщает о подготовке восьмого студийного альбома Tha Carter IV.
Также много известных рэп исполнителей записали фристайл на бит A Milli: Chamillionaire, Дрейк, Lil Mama, Jay-Z, The Game, Крис Браун, Papoose, Jadakiss, Cassidy и т. д.

## Список композиций
1. «A Milli» (Clean)
2. «A Milli» (Explicit)
3. «A Milli» (Instrumental)
4. «A Milli» (Acapella)
5. «Lollipop» (Clean)
6. «Lollipop» (Explicit)
7. «Lollipop» (Instrumental)
8. «Lollipop» (Acapella)

## Чарты
| Чарты (2008)                       | Высшая точка |
| ---------------------------------- | ------------ |
| Canadian Hot 100                   | 54           |
| UK Singles Chart                   | 23           |
| US Billboard Hot 100               | 6            |
| US Billboard Hot R&B/Hip-Hop Songs | 1            |
| US Billboard Hot Rap Tracks        | 1            |
| US Billboard Pop 100               | 34           |